# Afromevesia
Afromevesia är ett släkte av steklar. Afromevesia ingår i familjen brokparasitsteklar.

## Dottertaxa tillAfromevesia, i alfabetisk ordning[1]
- Afromevesia albidapex
- Afromevesia alternana
- Afromevesia amoenops
- Afromevesia bicolorapex
- Afromevesia birungana
- Afromevesia canzelica
- Afromevesia congola
- Afromevesia coxipuncta
- Afromevesia cylindropygialis
- Afromevesia fimbriator
- Afromevesia flavissima
- Afromevesia fusciscutum
- Afromevesia fuscitarsis
- Afromevesia gemina
- Afromevesia imbuta
- Afromevesia imbutops
- Afromevesia inscopata
- Afromevesia insulana
- Afromevesia leucophthalmus
- Afromevesia lissoaspus
- Afromevesia lucida
- Afromevesia lucidops
- Afromevesia merusilvae
- Afromevesia nigripectus
- Afromevesia nivosocoxa
- Afromevesia obscurifrons
- Afromevesia peringueyi
- Afromevesia politana
- Afromevesia pumilioniger
- Afromevesia quadrata
- Afromevesia scopatus
- Afromevesia semelalba
- Afromevesia similis
- Afromevesia stenopyga
- Afromevesia totorufa
- Afromevesia ufipasilvae
- Afromevesia ugandicola
- Afromevesia ulugurusphinx